# Rea, Lombardiet
Rea är en ort och kommun i provinsen Pavia i regionen Lombardiet i Italien. Kommunen hade 406 invånare (2018).